# Timalus superbus
Timalus superbus là một loài bướm đêm thuộc phân họ Arctiinae, họ Erebidae.